# عامة الشعب
«عامة الشعب» (بالإنجليزية: Smallfolk)‏ هي الحلقة السادسة للموسم الثاني من مسلسل إتش بي أو التلفزيوني الدرامي الخيالي آل التنين. كُتبت الحلقة من قبل إيلين شيم وإخراج أندري باريك، وتم بثها لأول مرة في 21 يوليو 2024.
في الحلقة، يأمر إيموند كريستون بالسير نحو هارِنهال، ويطرد أليسنت من المجلس الأخضر، ويطلب من لارِس استدعاء أوتو هايتاور مرة أخرى. وفي الوقت نفسه، تبحث رينيرا عن شخص من أصل تارجاري ليصبح الراكب الجديد لسيسموك. يختار سيسموك لاحقًا أدام ابن الأبدان بنفسه. ترسل ميساريا قوارب تحمل راية آل تارجارين تحمل الطعام إلى كينجز لاندنج، مما يكسب ثناء عامة الشعب على رينيرا.
تلقت الحلقة تعليقات إيجابية للغاية من النقاد، مع الثناء على الإخراج والكتابة والموسيقى وتطوّر الشخصية، وعودة ضيف بادي كونسيدين بدور فِسيرس، وأعمال الشغب في كينجز لاندنج، وأداءات الممثلين (على وجه الخصوص إيوان ميتشل، إيما دارسي، وأوليفيا كوك).

## الحبكة

### في الأراضي الغربية
يقود اللورد جيسون لانيستر جيشه إلى الناب الذهبي، ويلتقي بتابعه اللورد همفري ليفورد، الذي يتوقع أن تسير قواتهم المشتركة إلى هارِنهال. ومع ذلك، يريد جيسون انتظار إيموند وفاجهار، لأنهما بحاجة إلى تنين لمحاربة تنين ديمون، كاراكس.

### في كينجز لاندنج
برفضه لطلب جيسون لانيستر للحماية، يخطط إيموند للتحالف مع قادة التحالف الثلاثي لكسر الحصار المفروض على الشحن من قبل آل فيلاريون. كما أمر كريستون بمرافقة قوات هايتاور إلى هارِنهال وطرد أليسنت من المجلس الصغير. يقترح لارِس أن يختاره إيموند ليكون يده، لكن إيموند يرفض ذلك. ثم أمر لارِس باستدعاء أوتو هايتاور إلى المجلس.
إجون، مستيقظًا وواعي لفترة وجيزة، يزوره إيموند، الذي يضغط عليه بشأن ذكرياته عن المعركة في استراحة الرُّخ. يدعي إجون أنه لا يتذكر ذلك. يزور لارِس إجون أيضًا، ويقول إنه لن يتعافى تمامًا من إصاباته. ينصح إجون باستخدام إعاقته لصالحه، مثلما فعل لارِس بنفسه. ويحذر من أن حياة إجون في خطر. ايجون يطلب مساعدة لارِس.
قبل المغادرة إلى هارِنهال مع قوات كريستون، يُخبر جواين أليسنت عن ابنها الأصغر المراهق، دايرون، الذي نشأ في البلدة القديمة. تسأل أليسنت عن أمومتها، يُسر عندما تسمع أن دايرون قوي البنية وذكي، وعلى عكس إخوته، فهو عطوف أيضًا.
ينشر عملاء ميساريا شائعات مفادها أن العائلة المالكة لديها طعام وفير بينما يتضور السكان الصغار جوعًا. عندما يخبر لارِس إيموند بالموقف، لا يستطيع إيموند أن يفهم سبب إلقاء اللوم عليه بدلاً من رينيرا، التي تسببت بالحصار. يوضح لارِس أنه من المتوقع أن يقوم التاج بإعالة عامة الشعب. ترسل ميساريا قوارب محملة بالطعام تحمل لافتات رينيرا إلى كينجز لاندنج. يمتدح الناس رينيرا علنًا، لكن تندلع معارك بسبب الإمدادات المحدودة.
تم القبض على أليسنت وهيلينا في أعمال الشغب عند مغادرة المعبد بعد الصلاة. لقد تعرضوا للهجوم تقريبًا أثناء محاولتهم الوصول إلى عربتهم. على الرغم من أن أليسنت أمرت حراسهم بغمد سيوفهم، إلا أن الرجل الذي يمسك بها تُقطع ذراعه. قتل المشاغبون ثلاثة من أصدقاء إجون الذين عينهم في حرس الملك.

### في دراجونستون
في حاجة إلى المزيد من راكبي التنانين، تُخبر رينيرا السير ستيفون داركلين أن لديه أصل تارجاري. تطلب منه أن يحاول إخضاع سيسموك، الذي لا يهدأ بدون راكب. نظرًا لمعرفته بالمخاطر، يوافق ستيفون على المحاولة. يبدو سيسموك في البداية متقبلاً، ثم يهاجم ستيفون وحارس التنين، ويقتل كلاهما بنيران التنين. رينيرا تصفع اللورد سيلتيجار لانتقاده لها، محذرة من أن الناس نسوا الخوف منها. ذكرت لجِسيرس ذلك، وقالت إنها سئمت من الحماية.

### في العُشّ والوادي
راينا تلاحظ وجود تنين في المنطقة. ادعت جاين آرِن لاحقًا أنه تنين بري يتجول في الوادي. تخبر جاين راينا أن الأمير ريجيو من بِنتوس قد وافق على إيوائها وابني رينيرا الصغيرين وعليها الاستعداد للمغادرة.

### في هارِنهال
يستمر ديمون في رؤية أحلامه، هذه المرة عن أخيه فِسيرس، ويبدأ في البكاء. يشك في ولاء سيمون سترونج. يريد ديمون المغادرة لكن آليس تنصحه بالانتظار وعدم القيام بأي شيء، مُتنبئةً أن الأمور قد تتغير في غضون أيام قليلة. بعد فترة وجيزة، أعلن سيمون سترونج أن اللورد جروفر تلي قد مات، وكانت آليس آخر شخص حاولت علاجه. وفاة جروفر تجعل حفيده، أوسكار، سيد ريفررن ولورد أراضي النهر.

### في دريفتمارك
يعين كورليس آلِن ليكون الرفيق الأول لسفينته الرئيسية، والذي يحلق رأسه حتى لا يثير الشك في نسبه. بينما كان أدام يعمل على الشاطئ، يظهر سيسموك في الأعلى. يبدأ التنين بمطاردة أدام، ويهبط أخيرًا ويقترب منه.

### في دراجونستون (تابع)
تتحدث رينيرا إلى ميساريا عن ديمون وكيف تفتقر هي وهو إلى السمات التي يمتلكها الآخر. تكشف ميساريا تفاصيل عن ماضيها المؤلم وسبب ولائها لرينيرا قائلة إنها عاملتها بشكل جيد. تأثرت رينيرا بكلمات ميساريا وقبلتها. عندما تتلقى رينيرا كلمة مفادها أنه تم رصد سيسموك مع راكب جديد، فإنها تعتقد أنه قد يكون حليفًا للخضر. غادرت على الفور سيراكس لمواجهتهم.

## الإنتاج

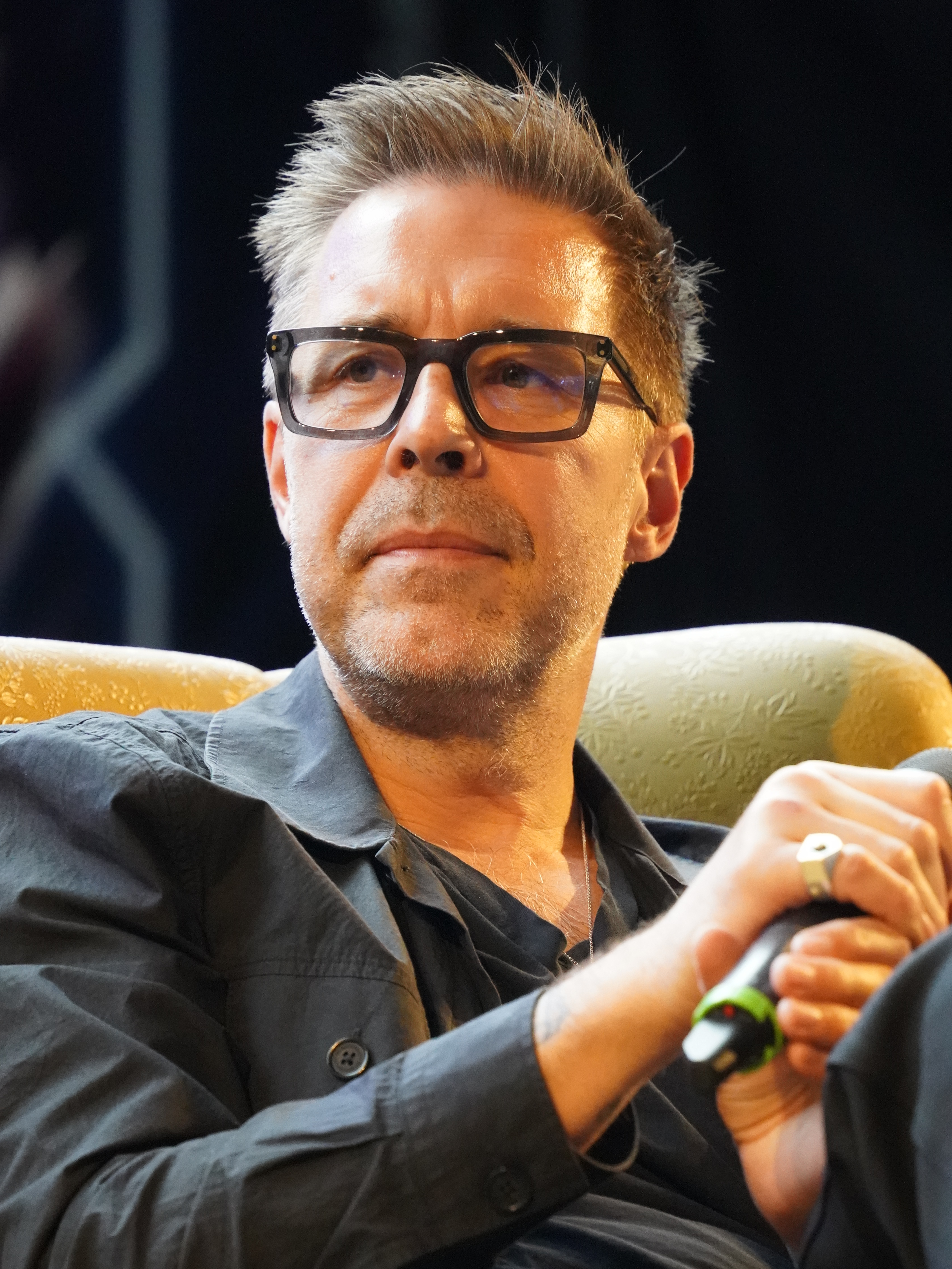
عاد بادي كونسيدين بدور الملك فِسيرس تارجارين في الحلقة.

### الكتابة والتصوير
حلفة «عامة الشعب» كتبت بواسطة إيلين شيم وأخرجها أندري باريك، وهي المرة الثانية لشيم ككاتبة للمسلسل، بعد حلقة «سيد المد والجزر»، وأول اعتماد إخراجي لباريك.

### الطاقم
الحلقة من بطولة مات سميث، إيما دارسي، أوليفيا كوك، ستيف توسان، فابيان فرانكل، ماثيو نيدهام، سونويا ميزونو، توم غلين كارني، إيوان ميتشل، فيا سابان، هاري كوليت، فيبي كامبل، جيفرسون هول، فريدي فوكس، غايل رانكين، أبو بكر سالم (ممثل)، كلينتون ليبرتي، كورت إيجياوان، كيران بيو، إلورا تورشيا، توم بينيت، وسيمون روسل بيل. بادي كونسيدين عاد بدور الملك فِسيرس تارجارين، على الرغم من أن ظهوره غير معتمد. سيان بروك ظهرت أيضًا لفترة وجيزة، مكررة دورها كزوجة فِسيرس إيما. تظهر كلا الشخصيتين في رؤى ديمون.
تمثل الحلقة الظهور الأخير للشخصية متكررة الظهور السير ستيفون داركلين (أنتوني فلاناغان).

## الاستقبال

### الاستقبال النقدي
قوبلت حلقة «عامة الشعب» بتعليقات نقدية إيجابية للغاية. في مجمع المراجعة روتن توميتوز، حصل على نسبة موافقة 91% بناءً على 11 مراجعة، بمتوسط تقييم 7.8/10.
أعطى أليك بوجالاد من دن أوف جيك الحلقة 4 من أصل 5 نجوم، قائلًا: «مثل معظم حلقات آل التنين هذا الموسم، فإن الحلقة 6 بها الكثير مما يحدث. في حين أنه قد يكون من السهل التورط في المشاكل الدائمة». باب دوار لشخصيات جديدة ومتكررة، هذه الدفعة على الأقل تجعل الأمور تتحرك بسرعة إلى حد ما، وتذكرنا من هم هؤلاء الأشخاص ولماذا يجب أن نهتم بهم في المقام الأول.» قامت هالي وايتمير وايت من تي في فناتيك أيضًا بتقييمها بـ4 من أصل 5 نجوم، وعلقت قائلة: «لقد كانت، بشكل عام، حلقة رائعة. لم يكن هناك الكثير من الإثارة، ولكن ذلك لأن الجميع يضعون إستراتيجيات ويستعدون للنار والدم.» أعطاها جيمس هانت من سكرين رانت 3.5 من أصل 5 نجوم، مشيرًا إلى أن «[الحلقة] تواصل التداعيات من استراحة الرُّخ والبناء التدريجي للنهاية مع نزهة قوية أخرى، وإن كانت غير مذهلة. [لقد] استقرت مرة أخرى في نفس الوضع. إيقاع أبطأ في بداية الموسم [...]، لكن هذا ليس أمرًا سيئًا. هناك بعض الإعدادات المثيرة للاهتمام وتطور قوي للشخصية في كينجز لاندنج وهارِنهال ودراجونستون، على الرغم من أن كل شيء لا يعمل.» أعطتها أيضًا 3.5 من أصل 5 نجوم، ولخصت فاي واتسون من جيمز رادار++ مراجعتها بالقول: «الحلقة الأخيرة تحافظ على الروتين المعتاد لمشاحنات المجلس والرؤى الغريبة، لكن اختيارات الشخصيات المثيرة للاهتمام تضع نهاية محيرة للموسم.»
كايلي دراي من إيه. في. كلوب. صنفتها بـ «أ»، وعلقت قائلة: «بشكل عام، إنها حلقة ممتازة أخرى من آل التنين. هناك الكثير من المشاهد الكبيرة المليئة بالحوار، والتي اشتهر بها المسلسل بسرعة، وما يكفي من الإثارة لإبقاء أي شخص يتوق إلى جرعة من الأدرينالين سعيدًا.» أعطتها هيلين أوهارا من آي جي إن 9 من أصل 10، وكتبت: «حلقة مكتوبة بشكل جيد للغاية مع بعض اللحظات المرسومة بشكل جميل من الدراما الشخصية. على الرغم من أنه من الرائع رؤية عودة بادي كونسيدين لفترة وجيزة، إلا أنه من الأفضل رؤية طاقم الممثلين لهذا الموسم وهم يعملون بكامل طاقتهم مع نص يدعمهم بشكل كامل. لا تحتوي هذه الحلقة على واحدة من تلك اللحظات المذهلة التي من شأنها أن تمنحها العلامات الكاملة، ولكنها قطعة تلفزيونية مصنوعة بشكل مذهل تفي بوعد هذا العالم.» إريك كين فوربس قال «كل ما قيل، حلقة أخرى رائعة ومثيرة من [المسلسل] والتي تمكنت من أن تكون رائعة ومقنعة حتى بدون معارك تنين واسعة النطاق أو معارك من أي نوع.»
قوبلت أداءات الممثلين بإشادة من النقاد، حيث قالت فاي واتسون: «لا يمكن لأحد أن يشك في أن هذا طاقم الممثلين سينصف أي شيء يتم تسليمه لشخصياتهم». وقد تم الثناء بشكل خاص على ميتشل، ودارسي، وكوك، وسميث ورانكين. قال أليك بوجالاد عن ميتشل إنه «لقد جلب لعبته الأولى إلى إيموند طوال الموسم، لكنه تألق بشكل خاص في هذه الحلقة حيث يتقدم إيموند إلى هذا الدور الجديد، خاصة في المحادثة التي أجراها مع [أليسنت]،» بينما صرحت كارلي لين من كولايدر أن «ميتشل جيد بشكل مخيف في كونه غير قابل للفك.» فيما يتعلق بدارسي، وصف بوجالاد أداؤها بأنه «مذهل»، مشيدًا بالطريقة التي «تُصوّر بمهارة وصراحة قلق رينيرا وهو يتدفق نحو السطح.»
سلط العديد من النقاد الضوء على اللحظات الرئيسية من الحلقة، مثل ادعاء سيسموك أن أدام هو راكبه، وعودة كونسيدين كالملك فِسيرس تارجارين في رؤى ديمون، وانتفاضة عامة الشعب، والدراما الملكية في كينجز لاندنج ومحادثات إيموند مع أليسنت ولارِس وإجون. وكذلك قبلة رينيرا وميساريا. وصف جيمس هانت القبلة بأنها «غير متوقعة» ولكنها فعالة في إضافة المزيد من الطبقات لكلا الشخصيتين. كارلي لين وبروما خوسلا من إندي واير أشادتا بالكيمياء بين دارسي وميزونو، ووصفتهما لين بأنهما «آسرتان للمشاهدة معًا»، على الرغم من أنها أشارت إلى عدم وجود عيب في علاقتهما الرومانسية المحتملة. جوانب أخرى أشاد بها شمل النقاد اتجاه باريك، وموسيقى جوادي، وتطور شخصية رينيرا. كتبت كاتي دول من موارد الكتب المصورة عن باريك، معتبرة أن «جعل باريك نفسه واحدًا من أفضل مخرجي المسلسل من خلال تنفيذه سيناريوهات عالية المخاطر وعادية بإحساس كبير.» وفي الوقت نفسه، تم انتقاد القصة في الوادي وعدم تطور قصة راينا.

## وصلات خارجية
- عامة الشعب على موقع IMDb (الإنجليزية)
- عامة الشعب على موقع ميتاكريتيك (الإنجليزية)
- عامة الشعب على موقع روتن توميتوز (الإنجليزية)